# ファエトン (交響詩)
『ファエトン』（Phaéton）作品39, R. 170は、カミーユ・サン＝サーンスが1873年に作曲した2作目の交響詩である。
ギリシア神話に登場する、ヘーリオスとクリュメネーの息子ファエトン（パエトーン）の物語を題材とする。初演は作曲年の12月7日、国民音楽協会における演奏会でエドゥアール・コロンヌ指揮によって行われた。前作『オンファールの糸車』（作品31, R. 169）に比べれば演奏される機会は決して多いとは言えないが、曲の構成は重厚である。

## 楽器編成
ピッコロ、フルート2（ともにピッコロと持ち替え）、オーボエ2、クラリネット2、ファゴット2、コントラファゴット（任意）、ホルン4、トランペット2、トロンボーン3、チューバ、ティンパニ4（要奏者3）、大太鼓、タムタム、シンバル、ハープ2、弦五部。

## 曲の構成
マエストーソの序奏は、金管の旋律に弦と木管が上昇音階を提示し、トゥッティで終わる。主部はハ長調、4分の4拍子、アレグロ・アニマートで、非常に急速なテンポが指定されている。第1主題は弦楽器によって奏でられ、ファエトンの乗った馬車が疾走する様子を表している。これは弦により3回反復された後、木管に受け渡される。間もなくトロンボーンとトランペットがゼウスの声を表した第2主題を提示するが、徐々に馬の主題に遮られる。
中間部はゼウスの悲しみを表した第3主題が現れ、その後クラリネットも入ってくる。やがて弦が第2主題の変形を奏するものの、太陽の戦車はゼウスの声に聞く耳を持たない。第1部の再現が現れ再び高まっていくと、ファエトンはゼウスの逆鱗に触れ、雷に打たれて絶命する。速度を緩めたコーダではゼウスの嘆きを暗示した第3主題の変形がホルンとチェロで現され、フルートとクラリネットが第2主題を提示し、ピッツィカートで静かに終わる。
演奏時間は約9分。